# Saint-Jean-d'Arvey
Saint-Jean-d'Arvey este o comună în departamentul Savoie din sud-estul Franței. În 2009 avea o populație de 1.473 de locuitori.

## Evoluția populației
| An        | 1975 | 1982 | 1990  | 1999  | 2006  | 2009  |
| --------- | ---- | ---- | ----- | ----- | ----- | ----- |
| Populație | 587  | 903  | 1.182 | 1.308 | 1.397 | 1.473 |